# May (film)
May is een Amerikaanse thriller-horrorfilm uit 2002 onder regie van Lucky McKee, die het verhaal zelf schreef. De productie won acht filmprijzen, waaronder zowel de Zilveren Raaf van het Brussels International Festival of Fantasy Film als de prijs voor beste actrice op het Catalaans Filmfestival voor hoofdrolspeler Angela Bettis. De DVD-uitgave van de film werd genomineerd voor een Saturn Award.

## Verhaal
May Dove Canady is een stil en verlegen meisje dat sinds ze klein was last heeft van een lui oog. Hierdoor durfde ze nooit goed contact te maken met andere mensen en had ze nooit vriendjes of vriendinnetjes. Haar moeder gaf haar daarom een zelfgemaakte pop om mee te spelen onder het mom 'wanneer je geen vriendinnen krijgt, dan moet je ze maken'. Deze pop koestert May als volwassene nog steeds.
May heeft niettemin toch ook erg veel behoefte aan menselijk contact inmiddels en heeft een oogje op automonteur Adam Stubbs. Ze komt op wat ongemakkelijke wijze in contact met hem, maar hij vindt haar vreemde gedragingen wel leuk. Op hetzelfde moment maakt de lesbische Polly avances naar May, wanneer ze samen aan het werk zijn voor een buitenlandse dierenarts die Polly amper verstaat.
May is dolgelukkig met zoveel aandacht, maar ziet daar meer in dan Adam en Polly kunnen waarmaken. Hij neemt namelijk afstand wanneer hij bemerkt dat ze toch iets te vreemde streken heeft naar zijn zin. Wanneer ze bij hem aan wil kloppen, hoort ze hem tegen een vriend zeggen dat hij blij is van 'die krankzinnige May' af te zijn. Mays hart breekt, maar als ze wil gaan uithuilen bij Polly blijkt die in de vorm van Ambrosia op dat moment een volgende verovering over de vloer te hebben.
Wanneer de stoppen bij May doorslaan, herinnert ze zich de raad van haar moeder om zelf een vriend te maken. Daarop trekt ze eropuit om de mooiste lichaamsdelen te verzamelen van de mensen met wie ze contact heeft, om daarmee zelf een vriend in elkaar te zetten.

## Rolverdeling
- Angela Bettis: May Dove Canady
- Merle Kennedy: Moeder
- Jeremy Sisto: Adam Stubbs
- Anna Faris: Polly
- Ken Davitian: Veearts
- Nichole Hiltz: Ambrosia
- James Duval: Blank
- Kevin Gage: Papa Canady
- Rachel David: Petey
- Nora Zehetner: Hoop
- Roxanne Day: Buckle
- Samantha Adams: Lucille
- Brittney Lee Harvey: Deidre
- Mike McKee: Optometrist Wolf
- Jude McVay: Zombie
- Tricia Kelly: Amy

## Trivia
- May loopt in de film twee keer een lift in waarin een man en een vrouw heftig staan te zoenen. De man van dit stel is regisseur McKee zelf.